# Clarkston Heights-Vineland
Clarkston Heights-Vineland és una concentració de població designada pel cens dels Estats Units a l'estat de Washington. Segons el cens del 2000 tenia 6.117 habitants.

## Demografia
Segons el cens del 2000, Clarkston Heights-Vineland tenia 6.117 habitants, 2.329 habitatges, i 1.811 famílies. La densitat de població era de 396,9 habitants per km².
Dels 2.329 habitatges en un 33,4% hi vivien nens de menys de 18 anys, en un 68,4% hi vivien parelles casades, en un 6% dones solteres, i en un 22,2% no eren unitats familiars. En el 18,8% dels habitatges hi vivien persones soles el 8,9% de les quals corresponia a persones de 65 anys o més que vivien soles. El nombre mitjà de persones vivint en cada habitatge era de 2,61 i el nombre mitjà de persones que vivien en cada família era de 2,96.
Per edats la població es repartia de la següent manera: un 26,4% tenia menys de 18 anys, un 5,8% entre 18 i 24, un 26,3% entre 25 i 44, un 27,3% de 45 a 60 i un 14,2% 65 anys o més.
L'edat mediana era de 40 anys. Per cada 100 dones de 18 o més anys hi havia 91,3 homes.
La renda mediana per habitatge era de 48.306 $ i la renda mediana per família de 54.223 $. Els homes tenien una renda mediana de 40.698 $ mentre que les dones 26.359 $. La renda per capita de la població era de 22.540 $. Aproximadament el 4,4% de les famílies i el 6,4% de la població estaven per davall del llindar de pobresa.

## Poblacions més properes
El següent diagrama mostra les poblacions més properes.